# Géologie de la région du Grand Canyon

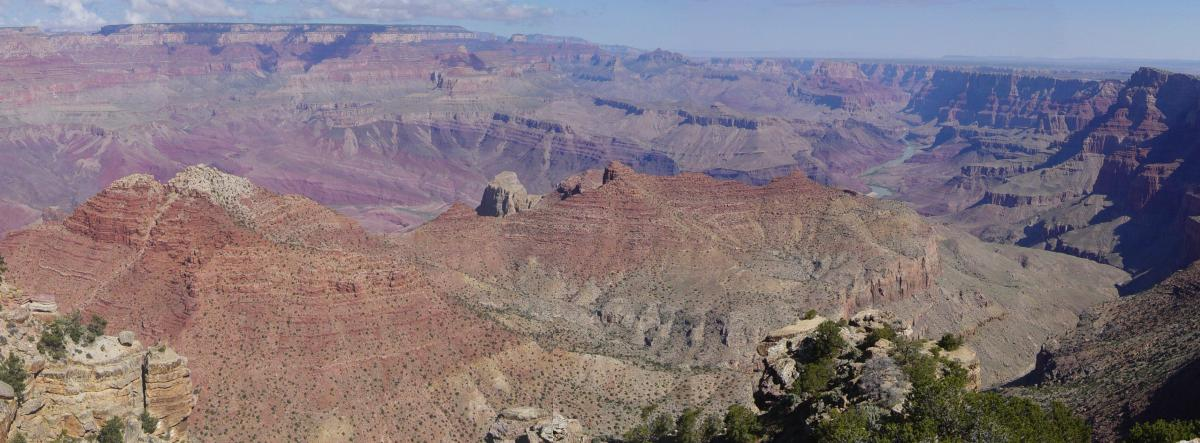
Le Grand Canyon vu depuis le Navajo Point. Le fleuve Colorado est sur la droite et le North Rim est visible sur la gauche en arrière-plan. Cette image montre la plupart des couches sédimentaires décrites dans cet article.

La géologie de la région du Grand Canyon comprend un ensemble de strates de roches particulièrement complet, accessible et étudié. Les quarante principales couches sédimentaires exposées dans la région du Grand Canyon et du parc national du Grand Canyon sont d'un âge compris entre environ 200 millions à près de 2 milliards d'années. La plupart des sédiments ont été déposés sur les marges de mers chaudes et peu profondes dans l'ouest de l'Amérique du Nord, à une époque où la zone n'était pas aride. Deux types de sédiments, marins et terrestres, sont représentés, y compris des dunes de sable fossilisées d'un désert aujourd'hui disparu. Il y a au moins 14 discordances connues dans la géologie de la région du Grand Canyon.
Le « soulèvement » de la région a commencé il y a environ 75 millions d'années au cours de l'orogenèse laramienne. Cet événement est en grande partie responsable de la création des montagnes Rocheuses. Au total, le plateau du Colorado a été soulevé d'environ 3,2 km. Le bassin à l'ouest a commencé à se former il y a environ 18 millions d'années à la suite de l'étirement de la croûte terrestre. Le système hydrologique qui coulait à travers la région est aujourd'hui transféré à l'est de Grand Canyon de plus basse altitude. L'ouverture du golfe de Californie il y a environ 6 millions d'années a permis à une grande rivière de trouver son chemin vers une embouchure au nord-est du golfe. La nouvelle rivière s'est associé au système hydrologique pour former l'ancêtre du fleuve Colorado, qui à son tour a commencé à éroder le Grand Canyon.

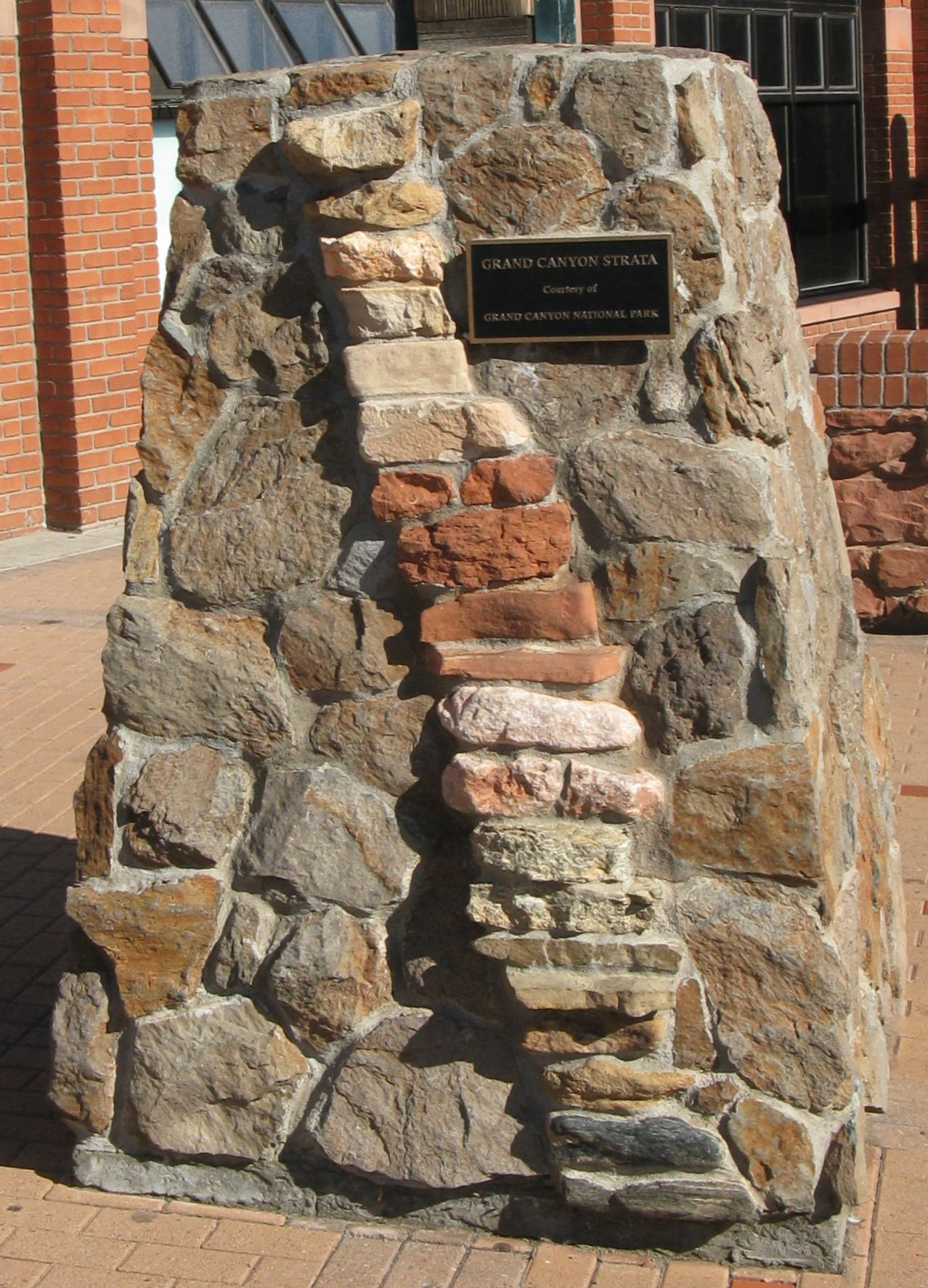
Roches de chacune des strates du Grand Canyon exposées à Flagstaff.

Des climats plus humides attirés par des âges de glace il y a 2 millions d'années, ont considérablement augmenté l'excavation du Grand Canyon, qui était presque aussi profonde qu'il est actuellement. L'activité volcanique a déposé de la lave sur la zone d'il y a 1,8 million à 500 000 ans. Au moins treize barrages de lave ont bloqué le fleuve Colorado, formant des lacs qui atteignaient environ 610 m de profondeur. La fin de la dernière ère glaciaire et l'activité humaine qui a suivi a considérablement réduit la capacité du fleuve Colorado à excaver le canyon. Les barrages hydraulique en particulier, ont bouleversé les modèles de transport et des dépôts des sédiments ; tandis que des lâchers contrôlés d'eau du barrage de Glen Canyon en amont ont été réalisées pour voir s'ils ont un effet réparateur. Enfin, des séismes et l'instabilité gravitaire provoquent des événements érosifs qui affectent toujours la région.